# مديرية أمن الحدود (الأردن)
قيادة قوات حرس الحدود أو قوات حرس الحدود هي القوة النظامية المسؤولة عن تأمين وحماية حدود المملكة الأردنية الهاشمية والبالغ طولها 1635 كيل. حرس الحدود الأردني هي قوات من ضمن الصنوف البرية للجيش الأردني. وقبل ذلك كانت حراسة الحدود من مسؤولية قوات البادية الملكية.

## التاريخ
مرت قوات حرس الحدود الأردني بعدة مراحل وأبرزها:
- عام 2001 شهد تشكيل أول كتيبة خاصة بحرس الحدود. وكانت تلك الكتيبة مرتبطة بالمنطقة العسكرية الشرقية.[1]
- عام 2002 م شُكلت فيه كتيبة الثانية من كتائب حرس الحدود والتي ارتبطت آنذاك بالمنطقة العسكرية الشمالية.
- وشهد العام 2003 م تشكيل المجموعات الأخرى التابعة للقوات.
- وفي العام 2010 وتحديدا في 30 كانون أول منه، شُكل لواء حرس الحدود الأردني/1. بعدها تشكل بعد ذلك كل من اللواء/2 واللواء/3 في الرابع من آذا عام 2012 م؛ ليتقرر تأسيس قيادة حرس الحدود وفك ارتباط ألوية حرس الحدود وكتيبة الاستطلاع الإلكتروني التابعة للقيادة من المناطق العسكرية وقيادات الأسلحة (المديريات)؛ كي تصبح جزءا من قيادة قوات حرس الحدود.[1] بعد ذلك تشكل لواء حرس الحدود الأردني /4.

## المهام
تتلخص واجبات قوات حرس الحدود الأردني في الآتي:
- مراقبة حدود المملكة وإرسال المعلومات بسرعة ودقة كافية.
- منع التهريب والتسلل من الأردن ووإليه.
- رصد مواقع القوات المقابلة لتمرير المعلومات عن تحركاتها.
- السيطرة على حركة اللجوء غير الشرعي.
- البحث عن الأسلحة والمتفجرات وإلقاء القبض على المطلوبين للأجهزة الأمنية والقضائية المختصة ضمن نطاق المسؤولية على الحدود.
- المساعدة في عمليات الأمن الداخلي عند الضرورة.
- السيطرة على المزارعين والرعاة والصيادين ضمن حدود منطقة العمل.[1]